# 肯戈科查湖
7°37′32″S 77°57′30″W / 7.62556°S 77.95833°W
肯戈科查湖（Lake Quengococha），是秘魯的湖泊，位於該國北部卡哈馬卡大區，由卡哈班巴省的卡哈班巴區負責管轄，處於亞瓜爾科查湖東南面。